# San Vicente Centenario
San Vicente Centenario es un municipio del departamento de Santa Bárbara en la República de Honduras.

## Toponimia
Su nombre es en honor a Vicente Ferrer, santo de la iglesia católica y por la conmemoración de los 100 años de la independencia de Centroamérica al momento de la creación del municipio.

## Límites
| Orientación | Límite                                    |
| ----------- | ----------------------------------------- |
| Norte       | Municipio de San Nicolás, Santa Bárbara   |
| Sur         | Municipio de Arada, Santa Bárbara         |
| Este        | Municipio de Santa Bárbara, Santa Bárbara |
| Oeste       | Municipio de Arada, Santa Bárbara         |

## Historia
Era una aldea del Municipio de Santa Bárbara.
En 1922 (18 de enero), se creó el municipio, constituido no obstante por una única aldea.

## División Política
Aldeas: 1 (2013)
Caseríos: 12 (2013)
| Código | Aldea                  |
| ------ | ---------------------- |
| 162501 | San Vicente Centenario |